# Gerhard Bletschacher
Gerhard Bletschacher (Monaco di Baviera, 25 dicembre 1930) è un politico tedesco, era a capo della Unione Cristiano-Sociale in Baviera (CSU) di Monaco di Baviera, proprietario di una fabbrica di cartone e presidente dell'associazione Stille Hilfe für Südtirol.

## Biografia
Bletschacher, figlio di Luigi (1889-1944) e Carla Basso (1901-1979), è nato nel 1930 a Monaco di Baviera. Dopo aver frequentato la scuola elementare, è stato fino al 1944 presso Alten Realgymnasium, poi evacuata fino a poco dopo la guerra a Garmisch-Partenkirchen, e quindi di nuovo a Monaco di Baviera nel giugno 1945. Si è laureato presso la Wirtschaftsaufbauschule (economia). Dopo aver lavorato come assistente commerciale presso la birreria Spaten, lavora presso la fabbrica di cartoni di Eduard Müller, che ha assunto dopo la morte di suo zio Gustav Bamberger. Nel 1954 si sposò con Jeannette Daigfuß con la quale ha quattro figli, Anschi (1955), Michael (1957), Thomas (1958) e Sissy (1969).

## Politica
Nel gennaio 1948, l'ex ministro dell'agricoltura Joseph Baumgartner uscì dal CSU per aderire al Bayernpartei (BP), Gerhard Bletschacher era così entusiasta di essere un membro della BP con solo 17 anni. Ma nel 1951 lasciò di nuovo la BP, perché la sua speranza di una maggiore indipendenza per la Baviera era insoddisfatta. Solo a causa delle turbolenze politiche del Sessantotto ha aderito alla CSU, dove divenne ben presto un leader locale, presidente del distretto Hasenbergl e successivamente del Kreisvorsitzender del nord-ovest di Monaco. Nel 1972 si è proposto come membro del consiglio comunale di Monaco e è stato eletto nel 1977-1978. Nel 1984 è stato rieletto, è stato il primo portavoce del Gruppo e nel 1990, dopo una grave sconfitta, membro del gruppo parlamentare della CSU. Nel 1994 ha condotto insieme a Peter Gauweiler la CSU, una forza politica sempre più potente nel consiglio comunale di Monaco.

## L'affare della scatola di formaggio
Bletschacher ha raggiunto la notorietà a livello nazionale come proprietario della fabbrica di cartoni Müller. La società aveva acquisito finanziamenti per oltre 20 anni finanziariamente, ed era in difficoltà. Bletschacher aveva provato a risollevare la situazione economica della fabbrica di cartone, utilizzando 4,7 milioni di marchi tedeschi, provenienti dall'associazione Stille Hilfe für Südtirol, di cui era presidente. Secondo alcune informazioni, egli sperava di essere in grado di rimborsare i soldi dell'associazione con la vendita della società, ma l'appropriazione indebita fu scoperta in precedenza. È stato condannato nel 1998 per appropriazione indebita a 3 anni e 8 mesi di reclusione. Da quel momento, si guadagna da vivere come tassista. Successivamente Bletschacher ha cercato di rimborsare i fondi sottratti.